# 9 x 23 mm
El cartucho de percusión central 9 × 23 mm se desarrolló en 1901 para la pistola Bergmann Mars. Este cartucho ha recibido las designaciones de: 9 x 23 mm / 9 Largo / 9 mm Bergmann-Bayard / 9 mm Campo-Giro / 9 mm Astra 1921 y 9mm Danische Pistolenpatrone.

## Descripción e historia
Este cartucho se consideró poderoso para la época, produciendo una energía de boca de entre 450 y 580 julios dependiendo de la carga. Se hicieron una serie de pequeños cambios en la pistola Bergmann Mars -anteriormente calibrada para el cartucho 7,63 x 25 Mauser - y el cartucho, y la pistola que resultó se denominó Bergmann-Bayard Modelo 1903 .
La Bergmann Mars Modelo 1903 fue adoptada y declarada reglamentaria por el ejército español en 1905 como la Pistola Bergmann de 9 mm. Modelo 1903 para reemplazar a los ya obsoletos revólveres Smith & Wesson Modelo 1884 en servicio. Incapaz de encontrar un fabricante alemán para completar el pedido español de 3.000 pistolas, Theodor Bergmann se dirigió al fabricante belga, Anciens Etablissements Pieper (que usaba la marca registrada "Bayard") y que completó el pedido. Esta pistola con ciertas modificaciones fue conocida como Bergmann Bayard 1908 (no debe confundirse con la Pieper- Bayard 1908), o en España como Pistola Bergmann de 9 mm. Modelo 1903/08, ya que aunque se adoptó en 1905, la entrega de las aproximadamente 3.000 pistolas no se completó hasta dos años después. Mientras tanto, otros fabricantes como Esperanza y Unceta con su pistola Campo Giro adoptaron el cartucho 9 mm Bergmann-Bayard y, debido a su larga historia de uso en subfusiles, carabinas y pistolas españolas, hoy en día se conoce más comúnmente como el 9 Largo.
Al mismo tiempo, la pistola semiautomática Bergmann-Bayard modelo 1910 fue adoptada por el ejército danés y se mantuvo en producción hasta 1935.

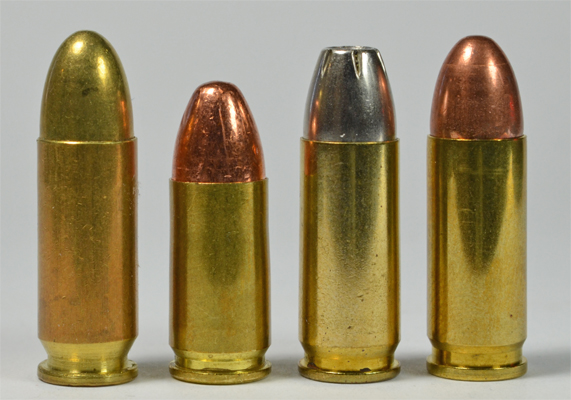
De izquierda a derecha: 9 x 23 Largo, 9 x 19 Parabellum, 9 x 23 Winchester y 9 x 23 Steyr.

## Armas de fuego que emplean el 9 mm Largo
(Esta lista está incompleta. Puedes ayudar expandiéndola)
Anciens Etablissements Pieper (AEP)
- Bergmann Mars (1901)
- Pistola Bergmann-Bayard de 9 mm modelo 1903
- Pistola Bergmann–Bayard de 9 mm modelo 1908
- Bergmann–Bayard M1910
- Bergmann–Bayard M1910/21

Jose Luis Maquibar
- Carabina Onena

Ignacio Zubillaga
- Carabinas

- MP28 II Naranjero. Copia del Bergmann MP28 en 9 mm Largo para el ejército republicano

Fábrica de Armas, La Coruña
- Subfusil Coruña M1942. Copia española del subfusil Erma.
- Subfusil Modelo 1941/44 (copia del Erma EMP en 9 mm Largo). Fabricado en España desde 1941 hasta mediados de la década de 1950

Esperanza y Unceta
- Pistola Campo-Giro Modelo 1912, 1913, 1913–16
- Astra 400
- Astra Modelo F (pistola con selector de disparo) 1934–1935
- Astra A-80[1]

Arrizabalaga
- Arrizabalaga Sharp Shooter
- Arrizabalaga JO.LO.AR.

- Subfusil ADSA modelo 1953 1953–?

CETME
- Subfusil CETME C2

Comisión de Industrias de Guerra (CIG)
- Pistola Isard[2]
- Carabina Destroyer y similares de 9 mm.
- Subfusil Labora Fontbernat M-1938

Llama, Gabilondo y Cía. S.A.
- Llama Modelo IV (Tauler IV)
- Llama Modelo VII (Modelo Múgica 110)
- Llama Modelo VIII (Modelos Tauler P y Múgica 110-G)
- Llama Modelo Extra

Parinco
- Subfusil Parinco modelo 3R

- Pistola F. Ascaso 1937–1939

STAR, Bonifacio Echeverría S.A.
- Modelo Star 1920, 1920/1921 (pistola de ordenanza de la Guardia Civil)
- Star Modelo Militar 1922, 1922/1931 (pistola de ordenanza de la Guardia Civil)
- Star Modelo A (modelos iniciales con empuñadura de lomo plano), 1924–1931
- Star Modelo A (modelos finales con empuñadura con lomo tipo Colt M1911), 1931–1983
- Star Modelo M (ligeramente más grande que la A), 1931–1983
- Star Modelo MD (M con selector de disparo), 1931–1983
- Star Modelo Super-A (A con desensamblaje rápido), 1946–1983
- Star Modelo Super-M (M con desensamblaje rápido), 1946–1983
- Star Modelo AS (A con seguro del cargador, desensamblaje rápido e indicador de recámara cargada), 1956–1983
- Star Modelo MS (M con desensamblaje rápido e indicador de recámara cargada), 1956–1983
- Subfusil Star modelo Z-45
- Subfusil Star modelo Z-62